# Skok do výšky
Skok do výšky (skok vysoký) je lehkoatletická disciplína. Závodníci přeskakují horizontální laťku umístěnou na stojanech, které umožňují přesně změřit, v jaké výšce je laťka položena. Závodníci se odrážejí vždy pouze jednou nohou (není tedy přípustné provádět přes laťku salta, přemety či jiné akrobatické prvky). Dosažený výkon je měřen v centimetrech a v průběhu soutěže se postupně laťka zvyšuje (obvykle o dva nebo tři centimetry). Hranicí extratřídy je u mužů zhruba 230 cm, u žen rovných 200 cm.

## Současní světoví rekordmani

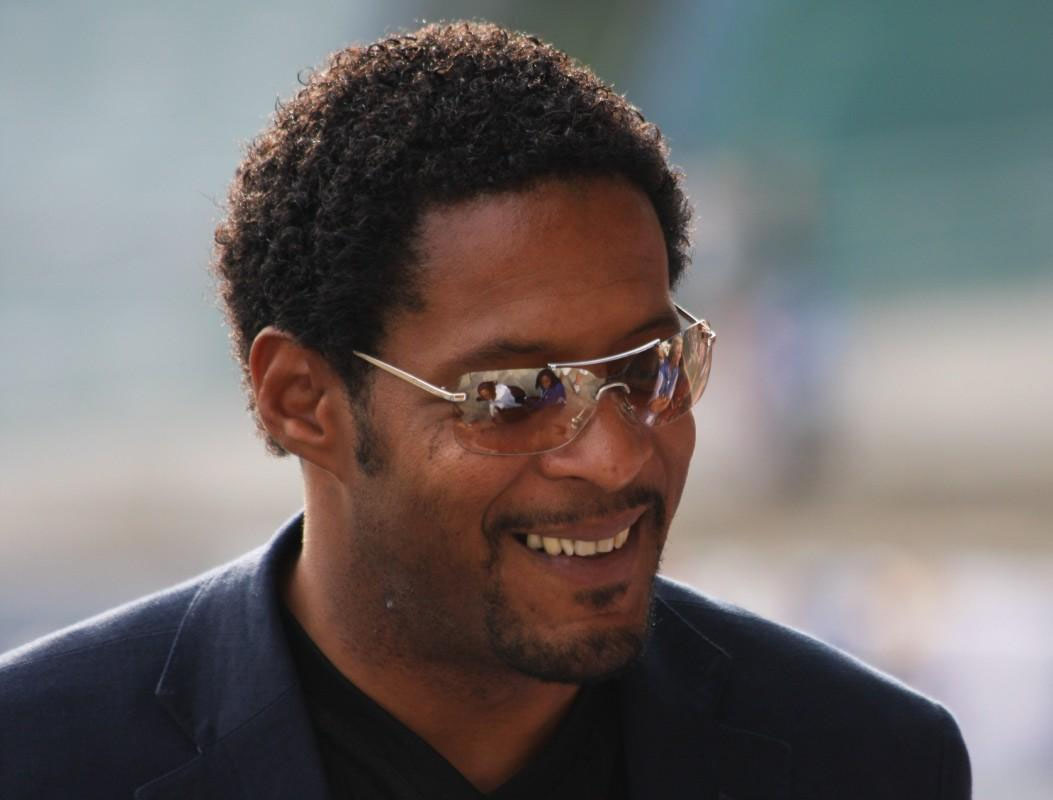
Muži – Javier Sotomayor 245 cm
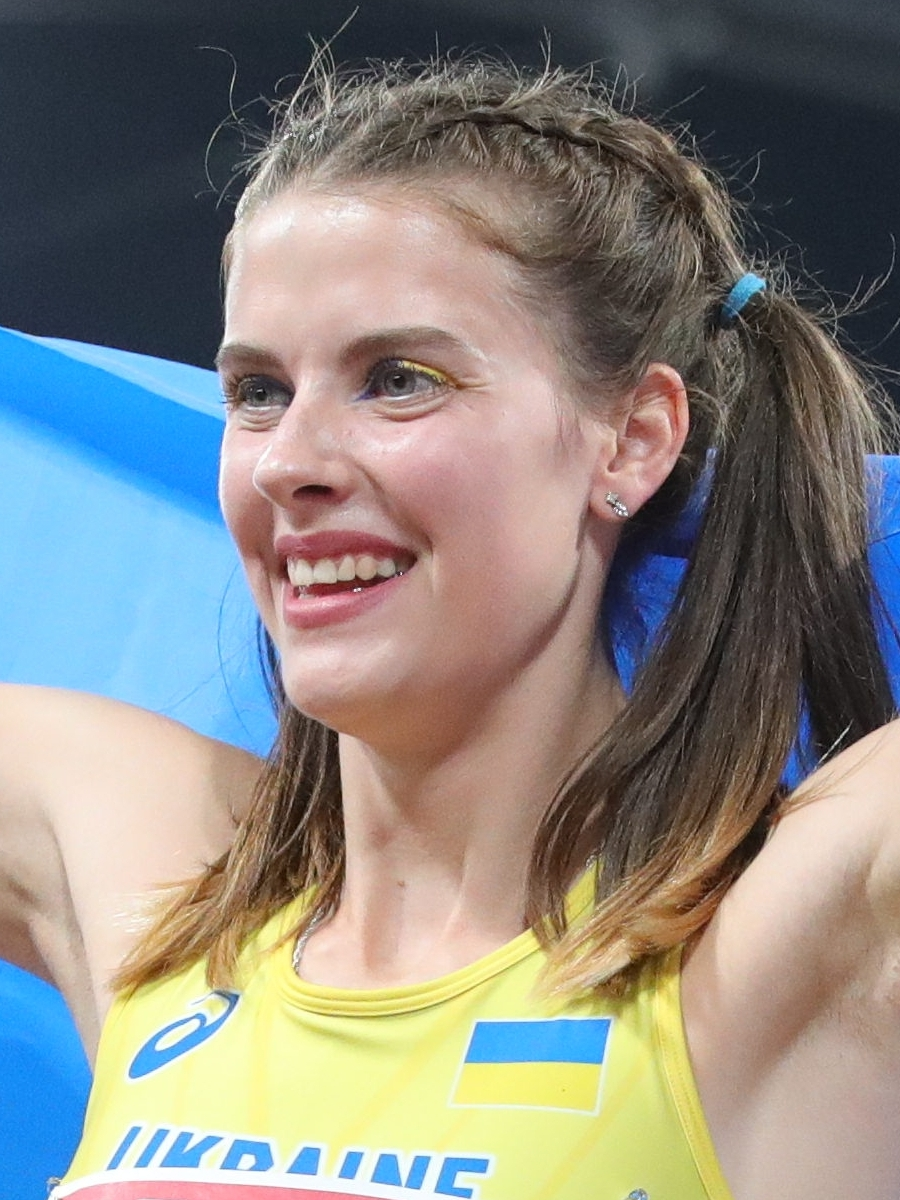
Ženy – Jaroslava Mahučichová 210 cm

## Průběh závodu a pravidla
Při závodu je laťka nejprve umístěna relativně nízko a postupně se po krocích zvedá. V každém dalším kole je laťka obvykle o 3 nebo 5 cm výše, nejméně však o 2 cm. Každý závodník si může zvolit, od které výšky začne skákat. Jakmile je ale laťka nastavena na určitou výšku, žádný závodník již nesmí žádat její snížení. Jakmile závodník začne skákat, při každém dalším kole se může rozhodnout, zda se pokusí překonat laťku na nastavené výšce. Závodník může skok na právě nastavené výšce vynechat. Pokud se mu nepodaří laťku překonat, může vynechat i následující opravné skoky na dané výšce a využít pokusy na vyšší výšce. Pokud závodník třikrát za sebou nepřeskočí laťku, je vyřazen ze závodu. Závodník, který překoná laťku v největší výšce je vítěz. Pokud dva nebo více závodníků překonají laťku ve stejné výšce, vyhrává ten závodník, který má nejméně nezdařených pokusů na poslední zdolané výšce. Pokud má více závodníků stejný počet nezdařených pokusů na poslední zdolané výšce, rozhoduje počet nezdařených pokusů v celé soutěži.

### Rozeskakování
Pokud nelze určit vítěze výškařského závodu podle žádných z výše uvedených pravidel, provádí se rozeskakování. V průběhu rozeskakování má každý závodník na dané výšce pouze jeden pokus. Začíná se na první neskočené výšce. Vyhrává ten, kdo laťku překoná. V případě neúspěchu všech závodníků se laťka snižuje na poslední skočenou výšku. V případě úspěchu dvou nebo více závodníků se laťka zvyšuje na další postupnou výšku. Takto se pokračuje dokud jeden ze závodníků zdolá výšku, kterou nikdo jiný nezdolá.

## Současné rekordy – dráha
| Muži              |            |                   |          |           |               |
| Rekord            | Výkon (cm) | Atlet             | Stát     | Město     | Datum rekordu |
| Světový rekord    | 245        | Javier Sotomayor  | Kuba     | Salamanca | 27. 7. 1993   |
| Olympijský rekord | 239        | Charles Austin    | USA      | Atlanta   | 28. 7. 1996   |
| Rekord MS         | 241        | Bohdan Bondarenko | Ukrajina | Moskva    | 15. 8. 2013   |
| Český rekord      | 236        | Jaroslav Bába     | Česko    | Řím       | 8. 7. 2005    |

| Ženy              |            |                       |           |        |               |
| Rekord            | Výkon (cm) | Atletka               | Stát      | Město  | Datum rekordu |
| Světový rekord    | 210        | Jaroslava Mahučichová | Ukrajina  | Paříž  | 7. 7. 2024    |
| Olympijský rekord | 206        | Jelena Slesarenková   | Rusko     | Athény | 28. 8. 2004   |
| Rekord MS         | 209        | Stefka Kostadinovová  | Bulharsko | Řím    | 30. 8. 1987   |
| Český rekord      | 200        | Zuzana Hlavoňová      | Česko     | Praha  | 5. 6. 2000    |

## Současné rekordy podle kontinentů
| Rekord                            | Kategorie | Výkon (cm) | Atlet                                                        | Stát                                   | Město                           | Datum                                           |
| --------------------------------- | --------- | ---------- | ------------------------------------------------------------ | -------------------------------------- | ------------------------------- | ----------------------------------------------- |
| Evropa                            | Muži      | 242        | Patrik Sjöberg Carlo Thränhardt Ivan Uchov Bohdan Bondarenko | Švédsko Západní Německo Rusko Ukrajina | Stockholm Berlín Praha New York | 30. 6. 1987 26. 2. 1988 25. 2. 2014 14. 6. 2014 |
| Evropa                            | Ženy      | 210        | Jaroslava Mahučichová                                        | Ukrajina                               | Paříž                           | 7. 7. 2024                                      |
| Afrika                            | Muži      | 238        | Jacques Freitag                                              | Jihoafrická republika                  | Oudtshoorn                      | 5. 3. 2005                                      |
| Afrika                            | Ženy      | 206        | Hestrie Cloete                                               | Jihoafrická republika                  | Paříž                           | 31. 8. 2003                                     |
| Asie                              | Muži      | 243        | Mutaz Essa Baršim                                            | Katar                                  | Brusel                          | 5. 9. 2014                                      |
| Asie                              | Ženy      | 199        | Marina Aitovová                                              | Kazachstán                             | Athény                          | 13. 7. 2009                                     |
| Severní a střední Amerika         | Muži      | 245        | Javier Sotomayor                                             | Kuba                                   | Salamanca                       | 27. 7. 1993                                     |
| Severní a střední Amerika         | Ženy      | 205        | Chaunté Loweová                                              | USA                                    | Des Moines                      | 26. 6. 2010                                     |
| Jižní Amerika                     | Muži      | 233        | Gilmar Mayo                                                  | Kolumbie                               | Pereira                         | 17. 10. 1994                                    |
| Jižní Amerika                     | Ženy      | 196        | Solange Witteveen                                            | Argentina                              | Oristano                        | 8. 9. 1997                                      |
| Oceánie                           | Muži      | 236        | Tim Forsyth Brandon Starc                                    | Austrálie                              | Melbourne Eberstadt             | 2. 3. 1997 26. 8. 2018                          |
| Oceánie                           | Ženy      | 202        | Nicola Olyslagersová Eleanor Pattersonová                    | Austrálie                              | Tokio Eugene                    | 7. 8. 2021 19. 7. 2022                          |
| Muži na iaaf.org Ženy na iaaf.org |           |            |                                                              |                                        |                                 |                                                 |

### Současní světoví rekordmani v hale

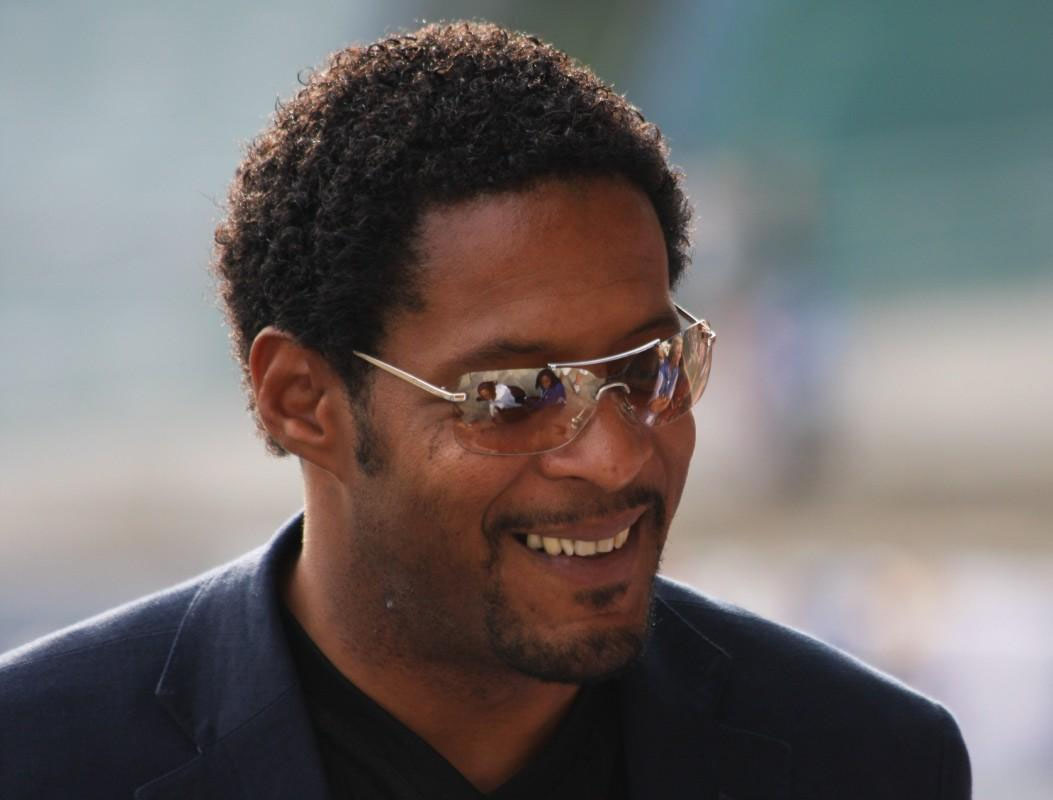
Muži - Javier Sotomayor 243 cm
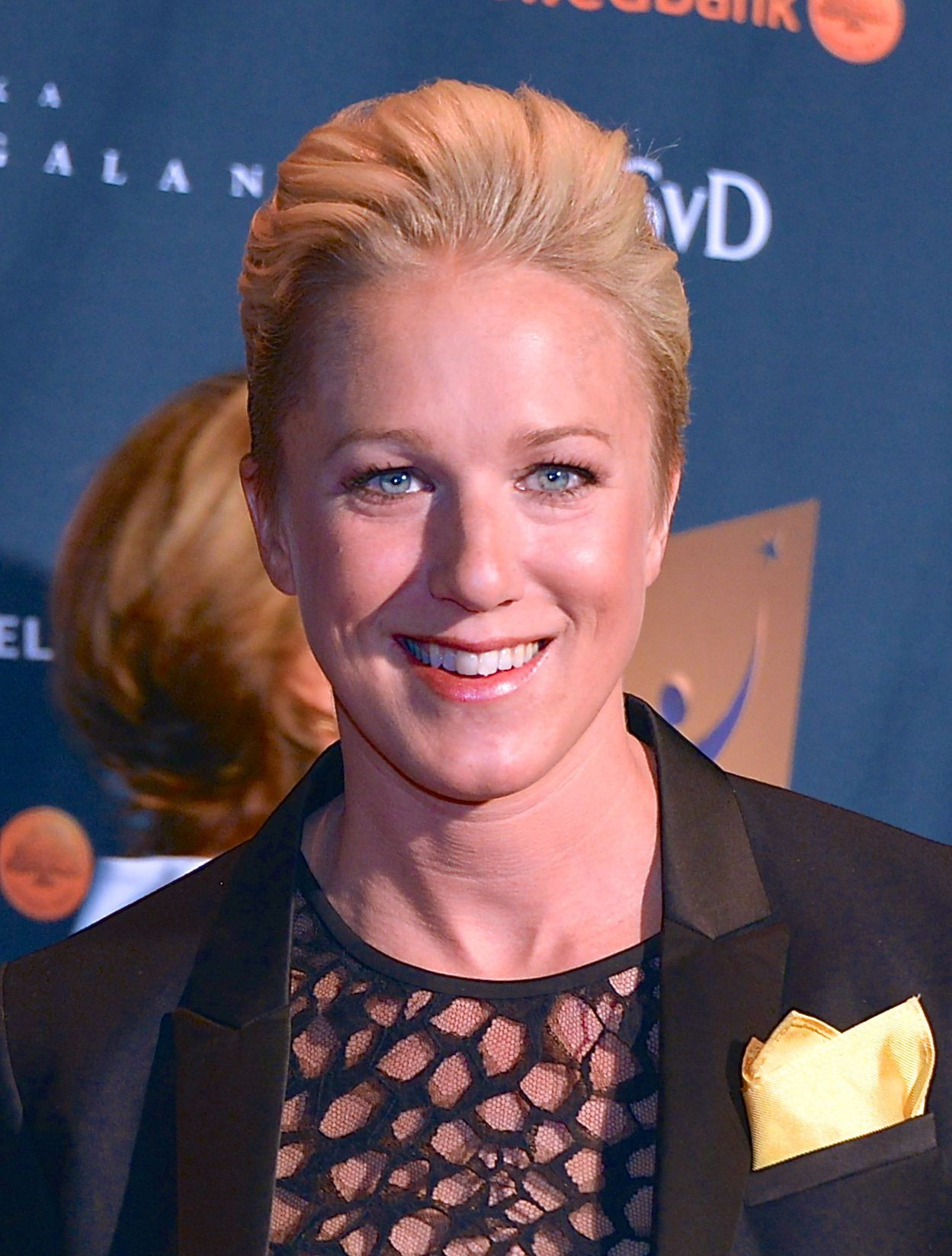
Ženy - Kajsa Bergqvistová 208 cm

## Současné rekordy – hala
| Muži             |            |                             |               |          |                         |
| Rekord           | Výkon (cm) | Atlet                       | Stát          | Město    | Datum rekordu           |
| Světový rekord   | 243        | Javier Sotomayor            | Kuba          | Budapešť | 4. 3. 1989              |
| Evropský rekord  | 242        | Carlo Thränhardt Ivan Uchov | Německo Rusko | Berlín   | 26. 2. 1988 25. 2. 2014 |
| Rekord MS        | 243        | Javier Sotomayor            | Kuba          | Budapešť | 4. 3. 1989              |
| Český rekord     | 237        | Jaroslav Bába               | Česko         | Arnstadt | 5. 2. 2005              |
| Muži na iaaf.org |            |                             |               |          |                         |

| Ženy             |            |                      |           |                 |               |
| Rekord           | Výkon (cm) | Atletka              | Stát      | Město           | Datum rekordu |
| Světový rekord   | 208        | Kajsa Bergqvistová   | Švédsko   | Arnstadt        | 4. 2. 2006    |
| Evropský rekord  | 208        | Kajsa Bergqvistová   | Švédsko   | Arnstadt        | 4. 2. 2006    |
| Rekord MS        | 205        | Stefka Kostadinovová | Bulharsko | Indianapolis    | 8. 3. 1987    |
| Český rekord     | 199        | Barbora Laláková     | Česko     | Banská Bystrica | 14. 2. 2006   |
| Ženy na iaaf.org |            |                      |           |                 |               |

## Technika skoku
V současné době je rozlišováno pět technik přeskoku.
Nůžky
Soutěžící přeskakuje laťku nohama vertikálně k zemi. Tzn. ve stoje vyskočí do vzduchu, kde ve stejné poloze střihne nohama (odrazovou nohu dává před svoji slabší nohu) a tímto způsobem se dostává za laťku.
Sweeney
Skokan po vykopnutí švihové nohy (ala nůžky) přetáčí tělo střemhlav přes laťku a "potápí se" za ni. Styl 20. až 40. let 20. století - poslední uživatel I. Balasová (Rumunsko)
Horine
Styl valivý boční - skokan se po vykopnutí švihové nohy pokládá na laťku, míjí ji bokem a současně provléká pokrčenou odrazovau nohu mezi laťkou a tělem (styl užívaný ve 30. až 50. letech 20. století, v 60. letech doznívá)
Straddle 
Je označení přeskoku, kdy soutěžící překonává laťku převalením těla břichem těsně nad laťkou a jeho slabší (švihová) noha se dostává za překážku jako první. Posléze pomocí rotace trupu podle podélné osy přenese většinu váhy svého těla a dostane za laťku i druhou nohu (odrazovou) přikrčenou v koleni. Styl dominující 50. až 70. letům.
Flop
Jednoznačně dominující styl od konce 70. let 20. století doposud. Předvedl jej na mezinárodní scéně poprvé na OH v Mexiku 1968 Američan Richard Fosbury, podle něj se též někdy nazývá Fosbury-flop. Jedná se o techniku, kdy soutěžící se odrazí ze své silnější nohy, ve vzduchu převrátí svoje tělo tak, aby laťku překonal v letu na zádech.

## Nejlepší světové výkony

### Muži (dráha)
Nejvíce skoků (17) přes hranici 240 cm předvedl Kubánec Javier Sotomayor. Od 5. srpna 2000, kdy tuto výšku překonal Rus Vjačeslav Voronin trvalo téměř 14 let než tuto výšku překonali další atleti, aby jich pak bylo v roce 2014 pět.
| Pozice           | Výkon  | Výškař            | Národnost                     | Místo výkonu | Datum výkonu |
| ---------------- | ------ | ----------------- | ----------------------------- | ------------ | ------------ |
| 1.               | 245 cm | Javier Sotomayor  | Kuba                          | Salamanca    | 27. 7. 1993  |
| 2.               | 243 cm | Mutaz Essa Baršim | Katar                         | Brusel       | 5. 9. 2014   |
| 3.               | 242 cm | Patrik Sjöberg    | Švédsko                       | Stockholm    | 30. 6. 1987  |
| 3.               | 242 cm | Bohdan Bondarenko | Ukrajina                      | New York     | 14. 6. 2014  |
| 5.               | 241 cm | Igor Paklin       | Sovětský svaz                 | Kóbe         | 4. 9. 1985   |
| 5.               | 241 cm | Ivan Uchov        | Rusko                         | Ad-Dawhah    | 9. 5. 2014   |
| 7.               | 240 cm | Rudolf Povarnicyn | Sovětský svaz                 | Doněck       | 11. 8. 1985  |
| 7.               | 240 cm | Sorin Matei       | Rumunsko                      | Bratislava   | 20. 6. 1990  |
| 7.               | 240 cm | Charles Austin    | USA                           | Curych       | 7. 8. 1991   |
| 7.               | 240 cm | Vjačeslav Voronin | Rusko                         | Londýn       | 5. 8. 2000   |
| 7.               | 240 cm | Derek Drouin      | Kanada                        | Des Moines   | 25. 4. 2014  |
| 7.               | 240 cm | Andrej Procenko   | Ukrajina                      | Lausanne     | 3. 7. 2014   |
| 7.               | 240 cm | Danil Lysenko     | Autorizovaní neutrální atleti | Monako       | 20. 7. 2018  |
| Muži na iaaf.org |        |                   |                               |              |              |

### Ženy (dráha)
U žen je brána jako magická hranice výška 200 cm, přes tuto výšku se však dostalo v celé historii již zhruba 40 žen. Jako první Němka Rosemarie Ackermannová 26. srpna 1977 v Berlíně. Světový i evropský rekord vytvořila 7. července 2024 Ukrajinka Jaroslava Mahučichová, když na pařížské Diamantové lize překonala laťku ve výšce 210 cm. Překonala tak 37 let starý rekord Stefky Kostadinovové z Mistrovství světa 1987. Hranici 206 cm zdolalo k roku 2024 celkově deset výškařek. Výšku 205 cm poté měly skočeno Tamara Bykovová, Heike Henkelová, Inga Babakovová, Tia Hellebautová a Chaunté Loweová.
| Pozice           | Výkon  | Výškařka              | Národnost                     | Místo výkonu | Datum výkonu |
| ---------------- | ------ | --------------------- | ----------------------------- | ------------ | ------------ |
| 1.               | 210 cm | Jaroslava Mahučichová | Ukrajina                      | Paříž        | 7. 7. 2024   |
| 2.               | 209 cm | Stefka Kostadinovová  | Bulharsko                     | Řím          | 30. 8. 1987  |
| 3.               | 208 cm | Blanka Vlašičová      | Chorvatsko                    | Záhřeb       | 31. 8. 2009  |
| 4.               | 207 cm | Ludmila Andonovová    | Bulharsko                     | Berlín       | 20. 7. 1984  |
| 4.               | 207 cm | Anna Čičerovová       | Rusko                         | Čeboksary    | 22. 7. 2011  |
| 6.               | 206 cm | Kajsa Bergqvistová    | Švédsko                       | Eberstadt    | 26. 7. 2003  |
| 6.               | 206 cm | Hestrie Cloeteová     | JAR                           | Paříž        | 31. 8. 2003  |
| 6.               | 206 cm | Jelena Slesarenková   | Rusko                         | Athény       | 28. 8. 2004  |
| 6.               | 206 cm | Ariane Friedrichová   | Německo                       | Berlín       | 14. 6. 2009  |
| 6.               | 206 cm | Marija Lasickeneová   | Autorizovaní neutrální atleti | Lausanne     | 6. 6. 2017   |
| 11.              | 205 cm | Tamara Bykovová       | Sovětský svaz                 | Kyjev        | 22. 6. 1984  |
| 11.              | 205 cm | Heike Henkelová       | Německo                       | Tokio        | 31. 8. 1991  |
| 11.              | 205 cm | Inga Babakovová       | Ukrajina                      | Tokio        | 15. 9. 1995  |
| 11.              | 205 cm | Tia Hellebautová      | Belgie                        | Peking       | 23. 8. 2008  |
| 11.              | 205 cm | Chaunté Loweová       | USA                           | Des Moines   | 26. 6. 2010  |
| Ženy na iaaf.org |        |                       |                               |              |              |

### Muži (hala)
Mužský halový rekord drží od roku 1989 Kubánec Javier Sotomayor hodnotou 243 cm.
| Pozice | Výkon  | Výškař            | Národnost       | Místo výkonu | Datum výkonu |
| ------ | ------ | ----------------- | --------------- | ------------ | ------------ |
| 1.     | 243 cm | Javier Sotomayor  | Kuba            | Budapešť     | 4. 3. 1989   |
| 2.     | 242 cm | Carlo Thränhardt  | Západní Německo | Berlín       | 26. 2. 1988  |
| 2.     | 242 cm | Ivan Uchov        | Rusko           | Praha        | 25. 2. 2014  |
| 4.     | 241 cm | Patrik Sjöberg    | Švédsko         | Pireus       | 1. 2. 1987   |
| 4.     | 241 cm | Mutaz Essa Baršim | Katar           | Athlone      | 18. 2. 2015  |
| 6.     | 240 cm | Hollis Conway     | USA             | Sevilla      | 10. 3. 1991  |
| 6.     | 240 cm | Stefan Holm       | Švédsko         | Madrid       | 6. 3. 2005   |
| 6.     | 240 cm | Alexej Dmitrik    | Rusko           | Arnstadt     | 8. 2. 2014   |

### Ženy (hala)
Halový rekord držela téměř 14 let Němka Heike Henkelová, než ji o centimetr v roce 2006 překonala Švédka Kajsa Bergqvistová. Hranici 205 cm dokázalo v hale překonat dohromady devět výškařek. Rovné dva metry v hale poprvé překonala Američanka Coleen Sommerová 13. února 1982 v Ottawě.
| Pozice | Výkon  | Výškařka              | Národnost  | Místo výkonu    | Datum výkonu |
| ------ | ------ | --------------------- | ---------- | --------------- | ------------ |
| 1.     | 208 cm | Kajsa Bergqvistová    | Švédsko    | Arnstadt        | 4. 2. 2006   |
| 2.     | 207 cm | Heike Henkelová       | Německo    | Karlsruhe       | 8. 2. 1992   |
| 3.     | 206 cm | Stefka Kostadinovová  | Bulharsko  | Pireus          | 20. 2. 1988  |
| 3.     | 206 cm | Blanka Vlašičová      | Chorvatsko | Arnstadt        | 6. 2. 2010   |
| 3.     | 206 cm | Anna Čičerovová       | Rusko      | Arnstadt        | 4. 2. 2012   |
| 3.     | 206 cm | Jaroslava Mahučichová | Ukrajina   | Banská Bystrica | 2. 2. 2021   |
| 7.     | 205 cm | Tia Hellebautová      | Belgie     | Birmingham      | 3. 3. 2007   |
| 7.     | 205 cm | Ariane Friedrichová   | Německo    | Karlsruhe       | 15. 2. 2009  |
| 7.     | 205 cm | Marija Lasickeneová   | Rusko      | Moskva          | 9. 2. 2020   |